# Metin Buz
Metin Buz (* 1960) ist ein deutscher Germanist und Buchautor türkischer Herkunft.
Buz, Kind von Einwanderern, ging in Deutschland zur Schule und studierte danach Germanistik an der Johann Wolfgang Goethe-Universität in Frankfurt am Main, wo er auch promovierte.
Neben Veröffentlichungen in Literaturzeitschriften erschienen bislang zwei eigenständige Buchveröffentlichungen des Autors, die sich auf unterschiedliche Arten dem Thema Migration widmen: Das Gutachten (2004) enthielt eine Reihe „multikultureller Satiren und Kurzgeschichten“, ein wissenschaftlicher Verlag veröffentlichte Buz’ „literatursoziologische Studie zu Thematik, Schreibweise und Sprachgebrauch in Texten der 1. und 2. Generation der Arbeitsemigranten sowie Überlegungen zur Definitions- und Differenzierungsproblematik der Literatur ausländischer Autoren in der Bundesrepublik“ (Literatur der Arbeitsemigration in der Bundesrepublik Deutschland, 2003).
Buz ist deutscher Staatsbürger und lebt in Frankfurt am Main.